# Rogač
Rogač je přístavní osada općiny Šolta v Chorvatsku. Nachází se na severním pobřeží ostrova Šolta ve Splitsko-dalmatské župě. Rogač je propojen silnicí D112 a trajektem.

## Hospodářství
Rogač je hlavní přístav Šolty, v němž sídlí přístavní kancelář, přístav a čerpací stanice pro osobní automobily a lodě. Toto místo prosperuje v cestovním ruchu. K dispozici je informační středisko, několik restaurace a asi 30 soukromých čtvrtí.

## Galerie

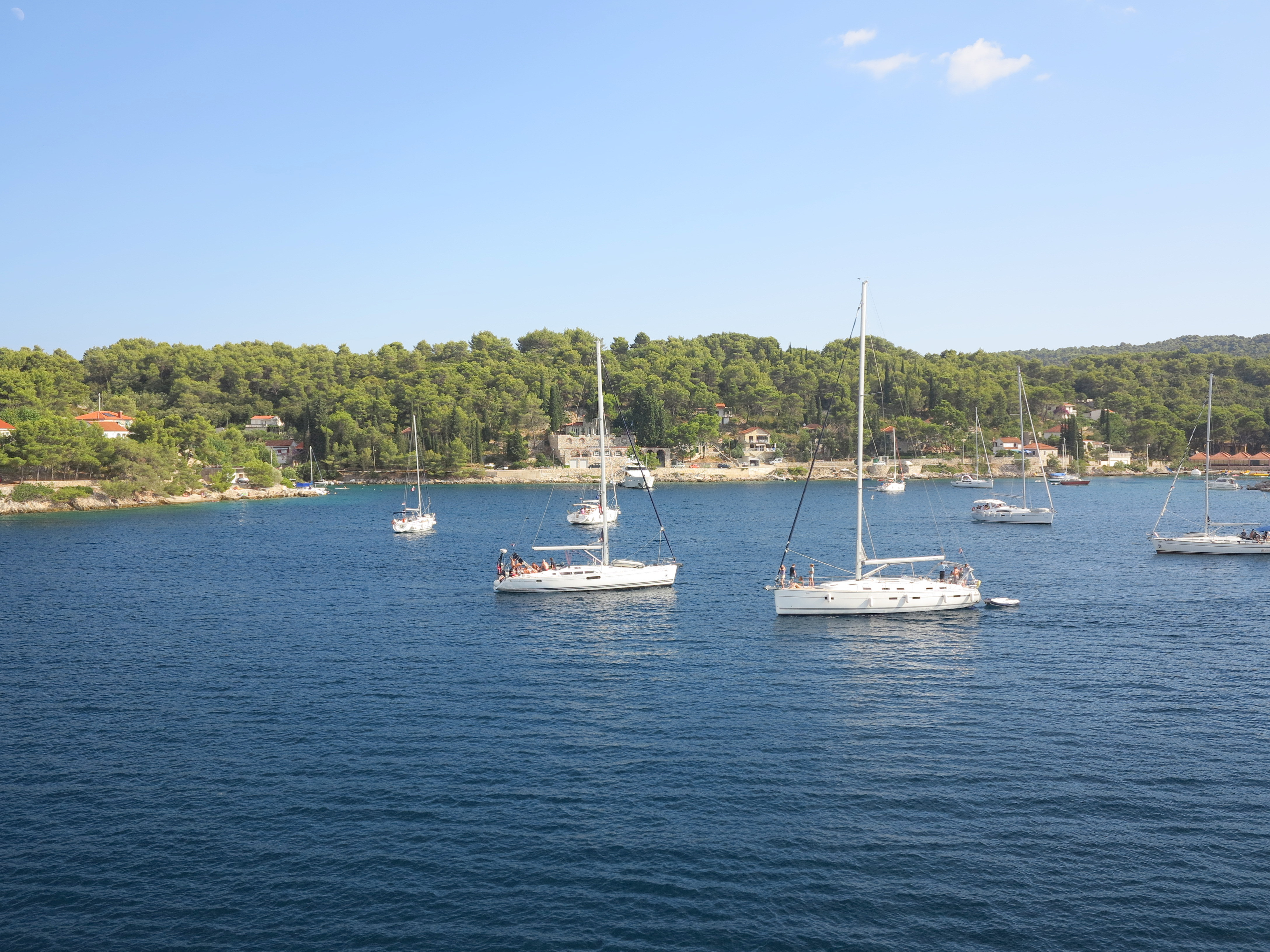
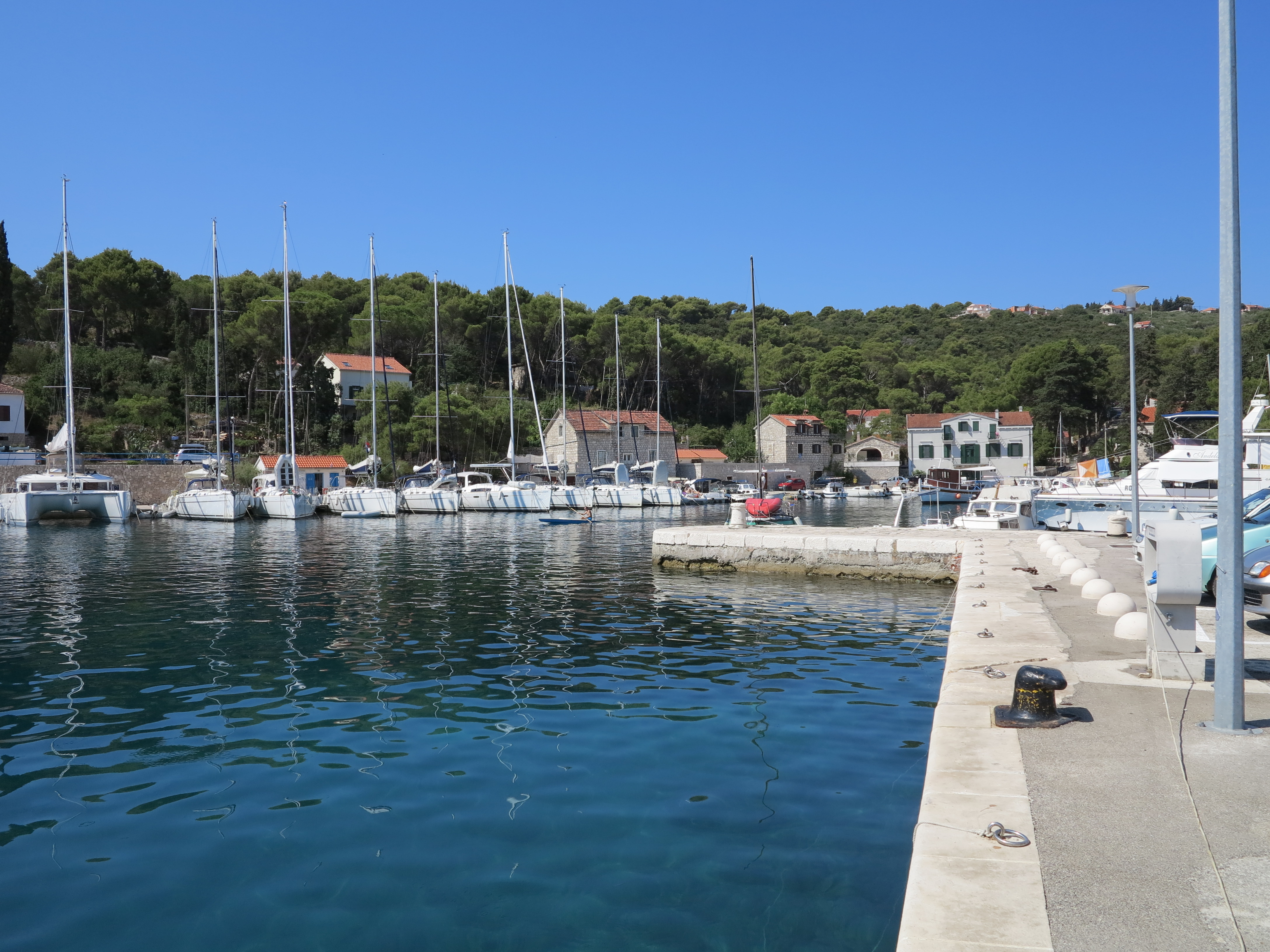
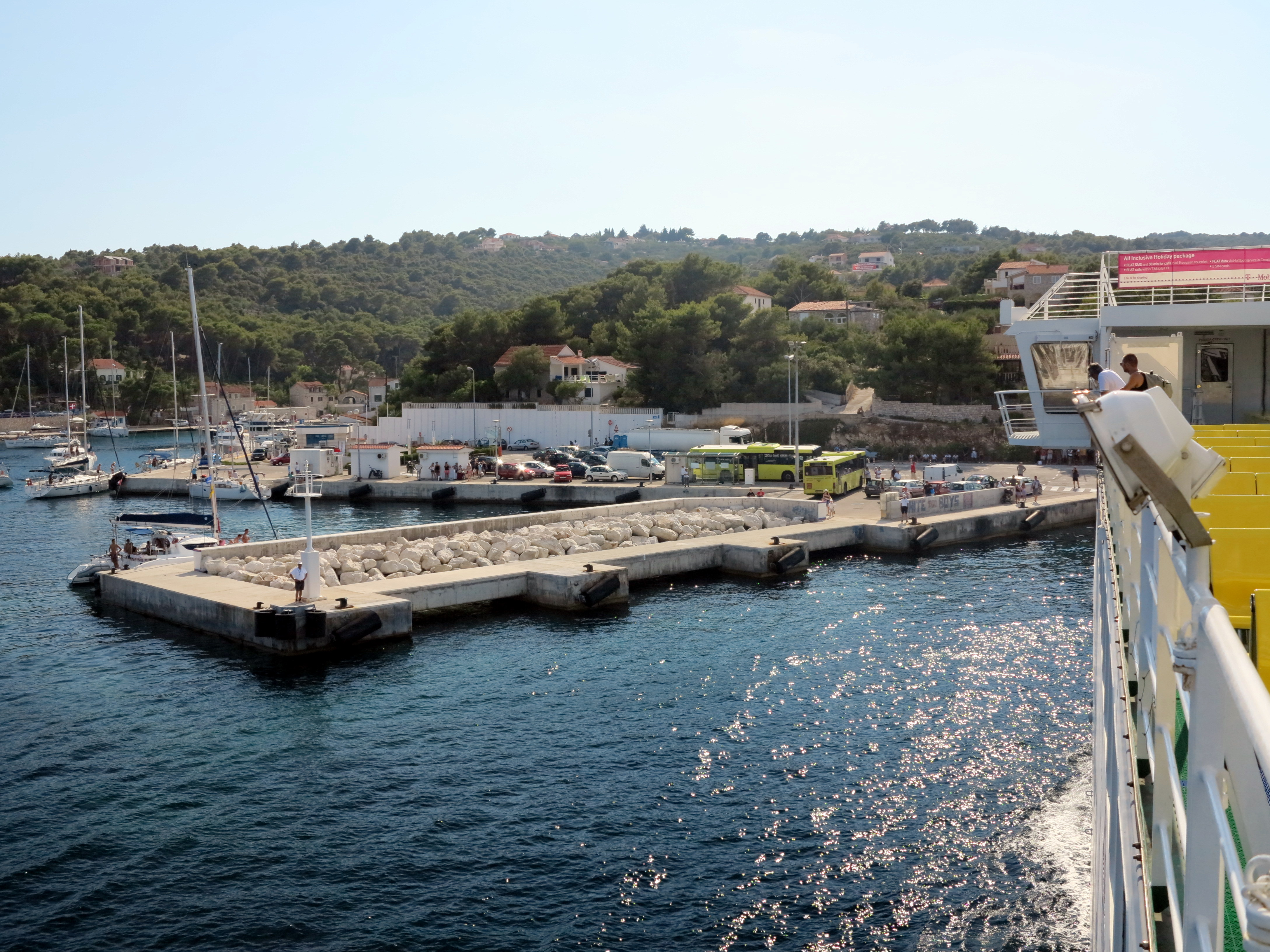
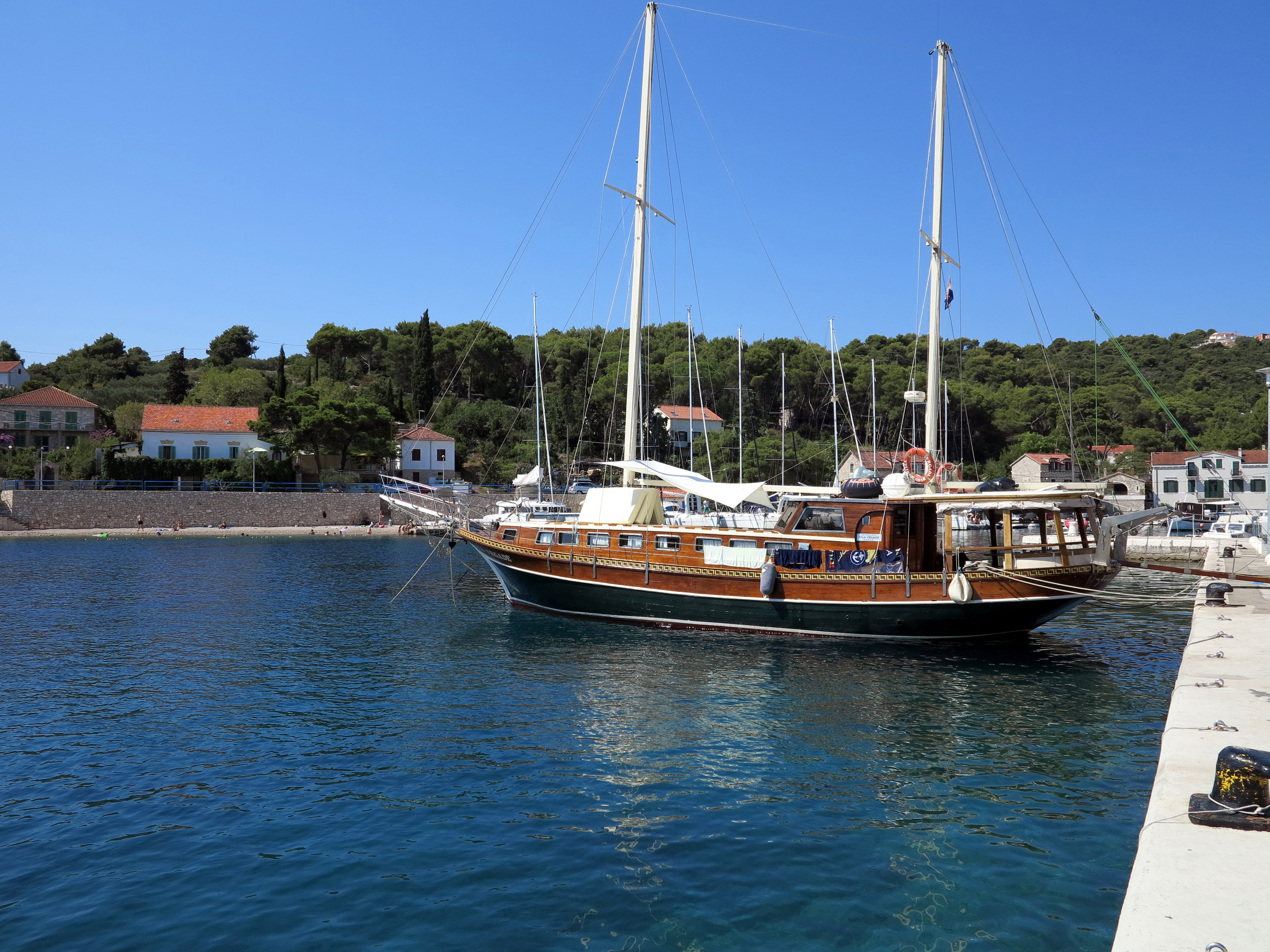
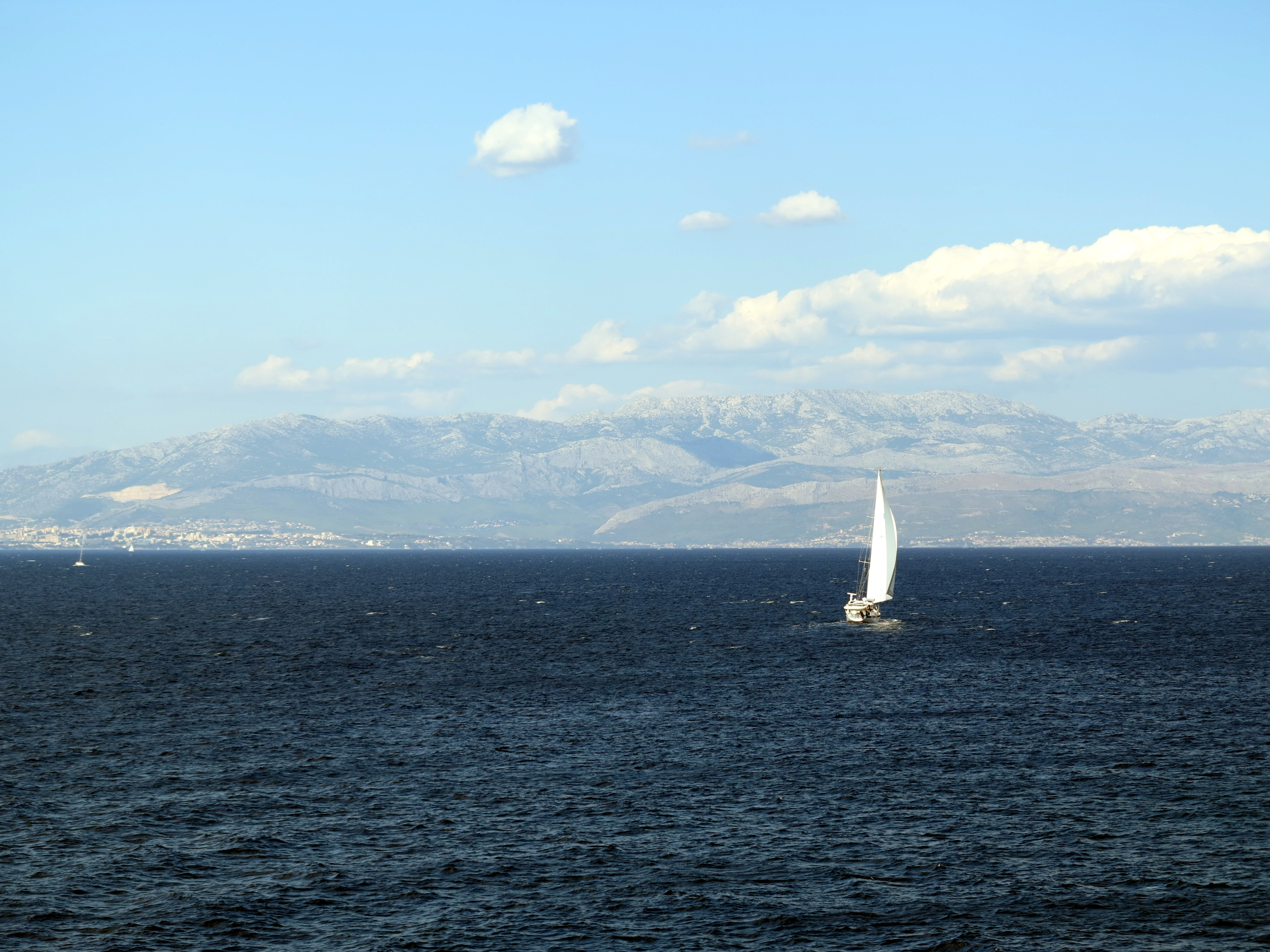
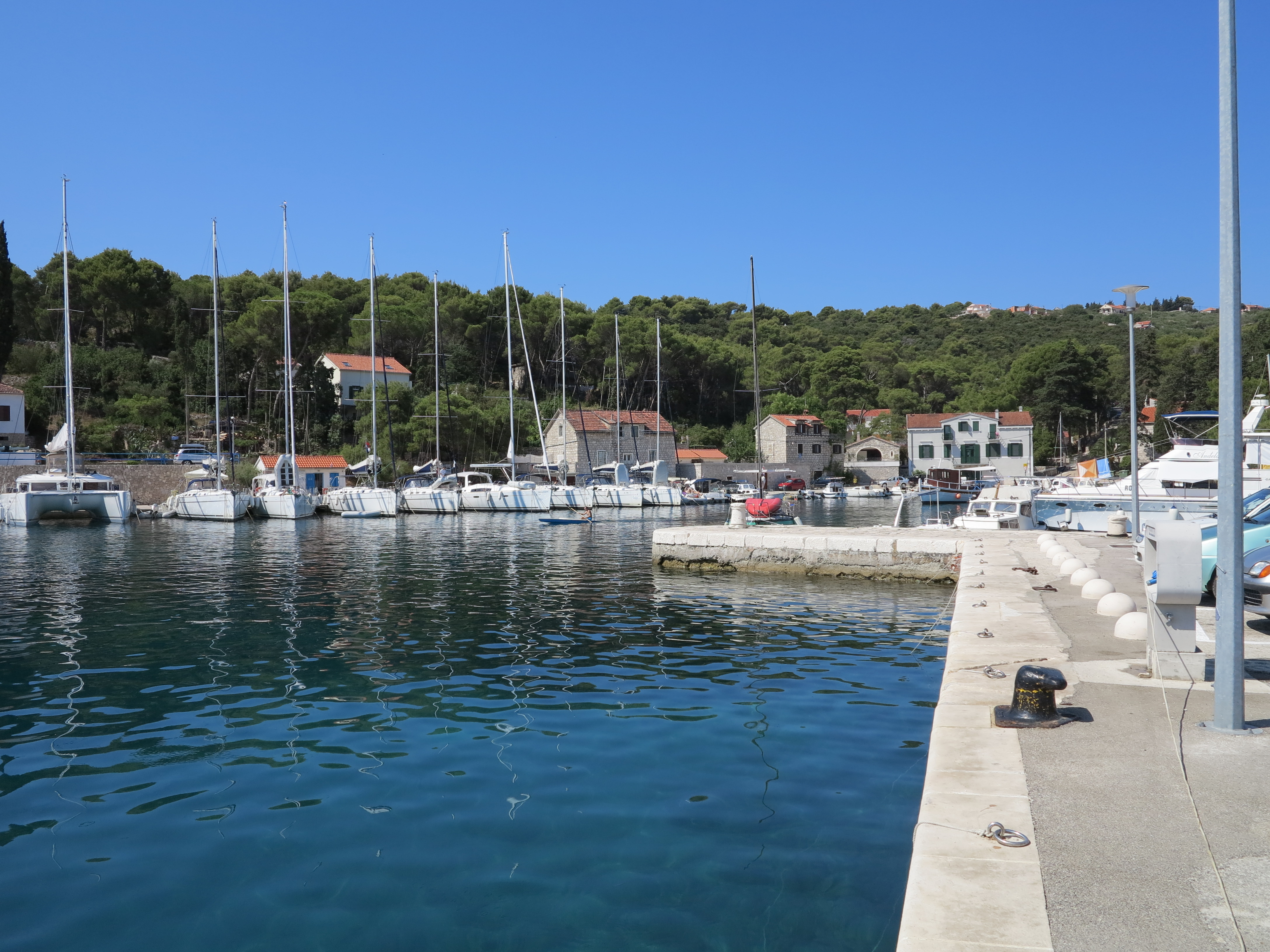
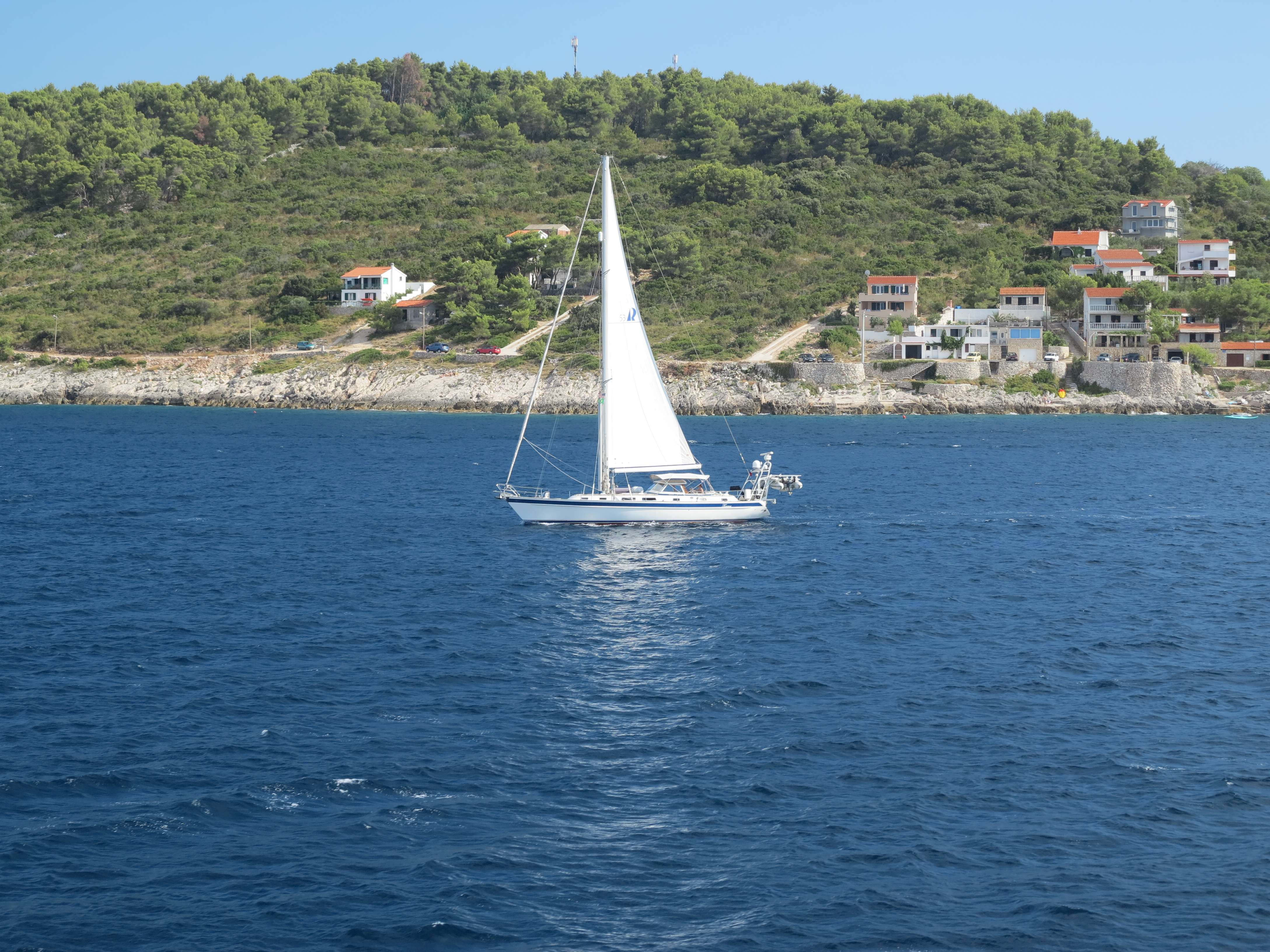
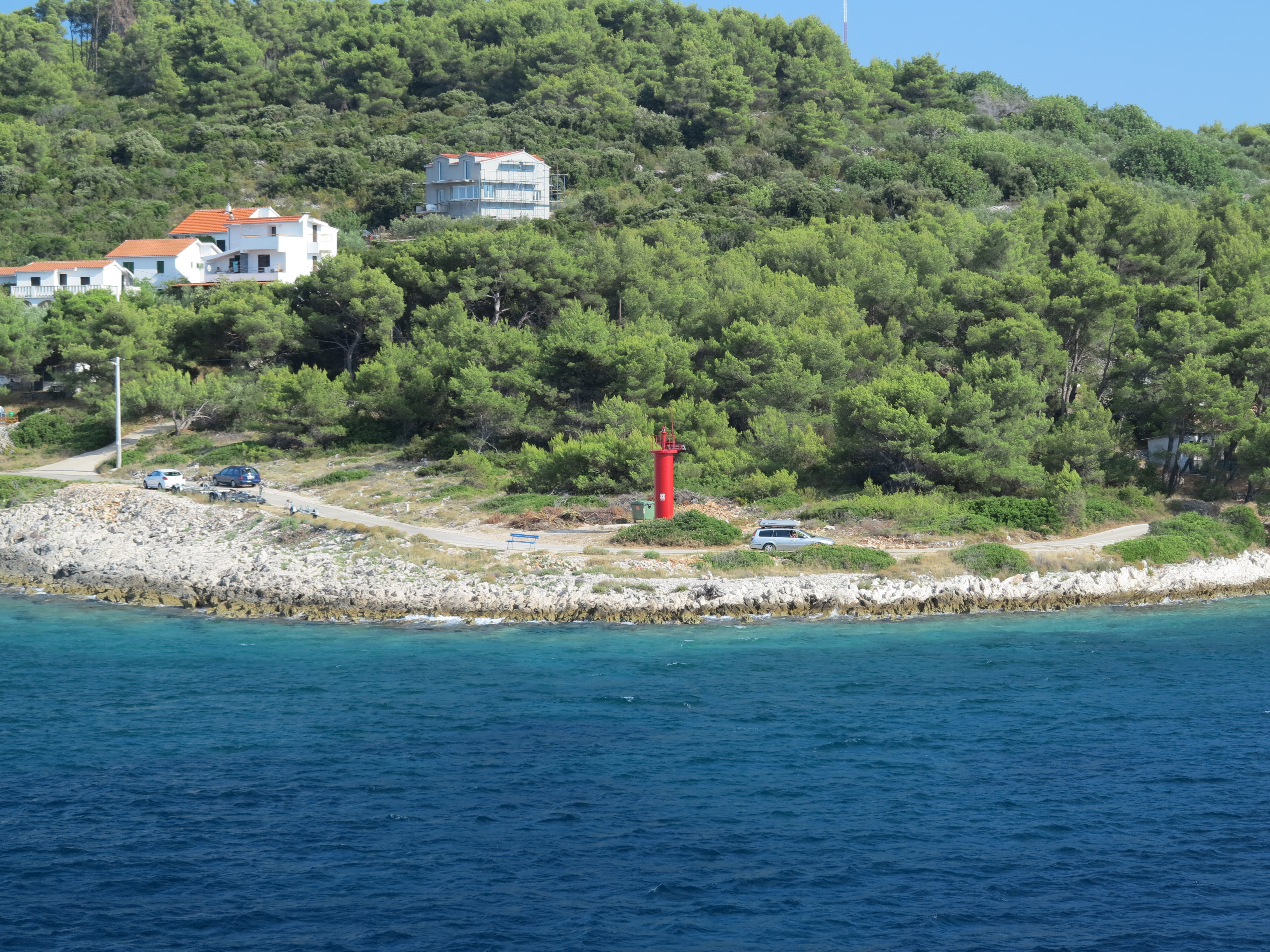
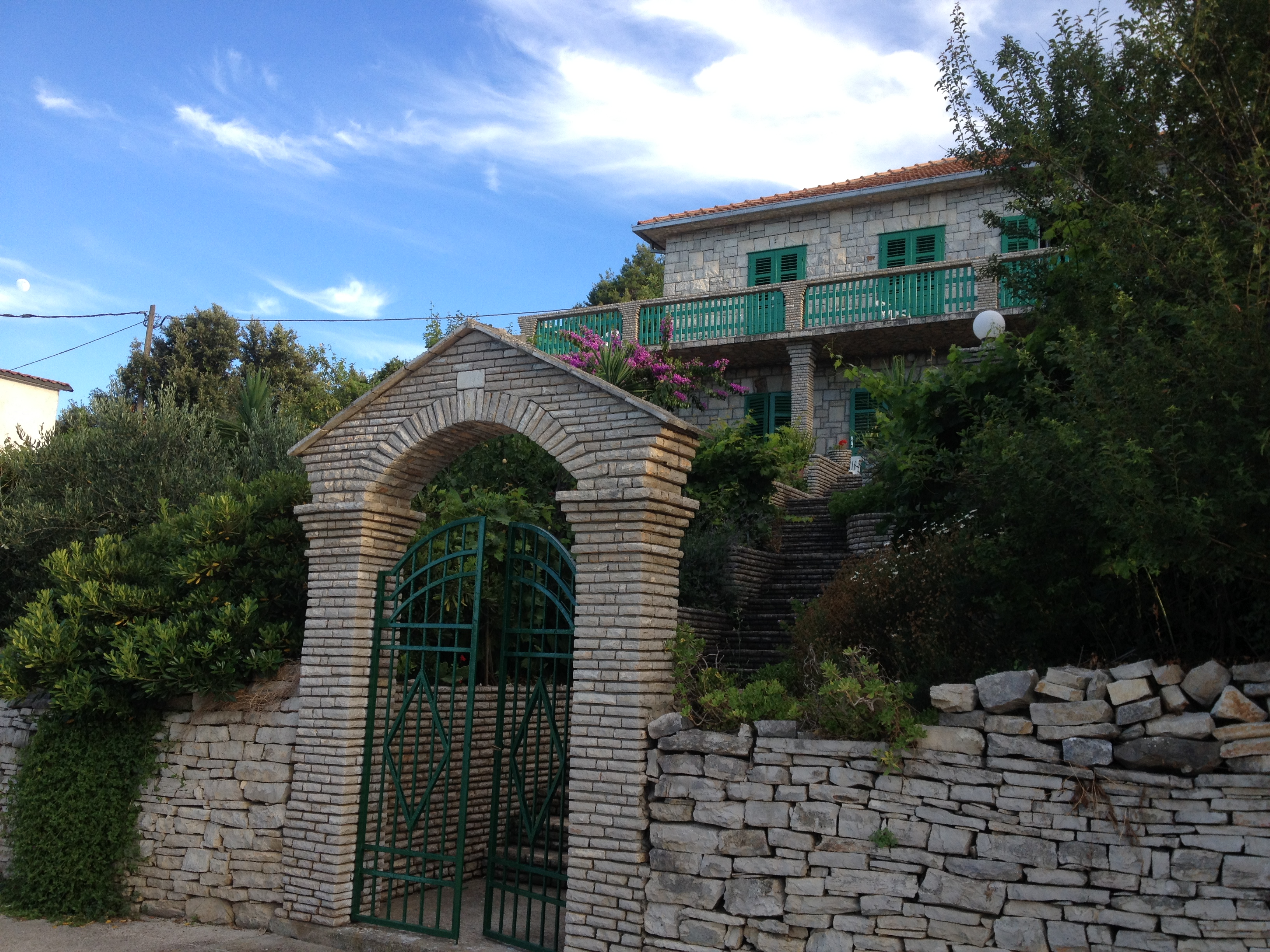
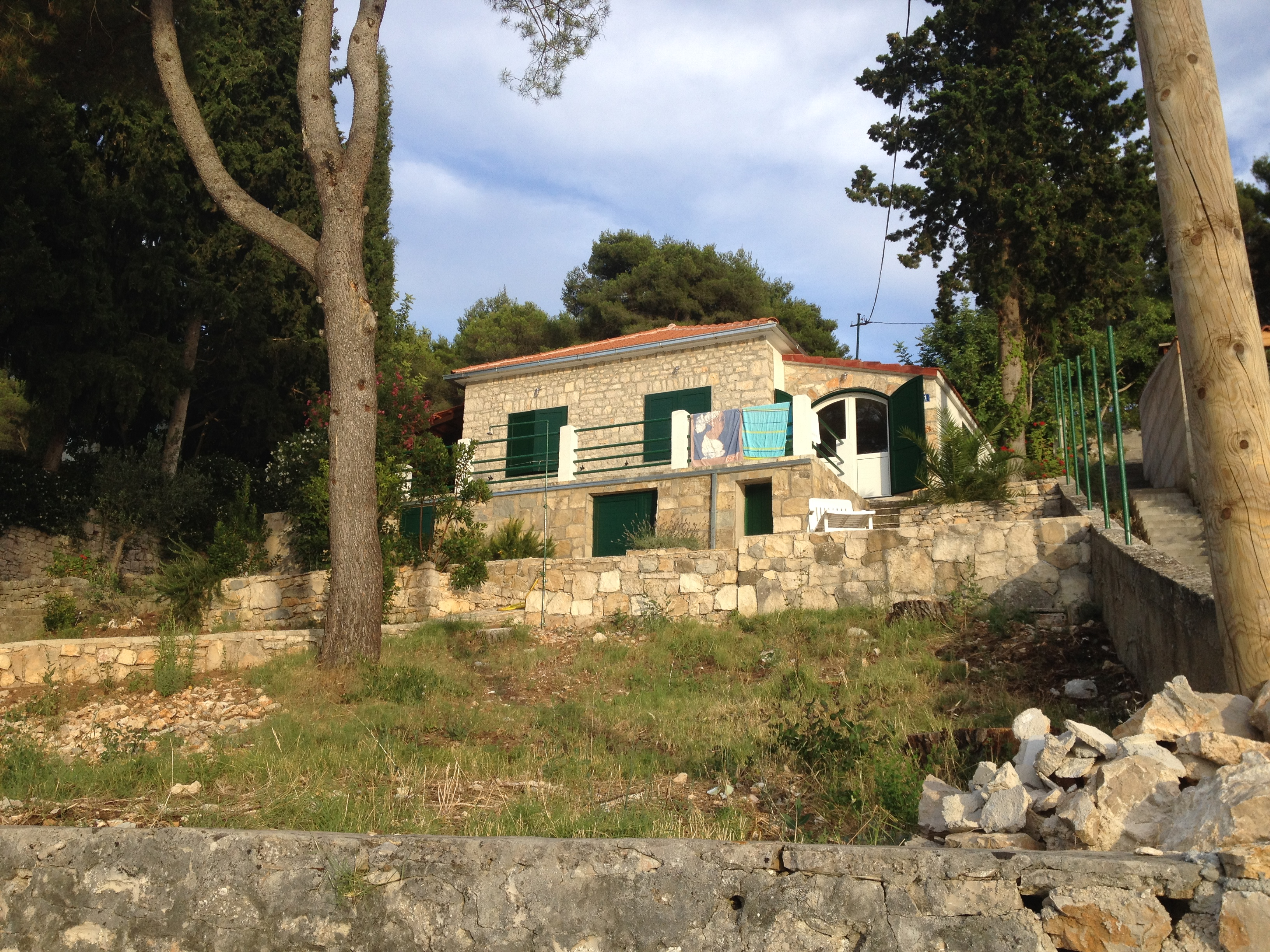
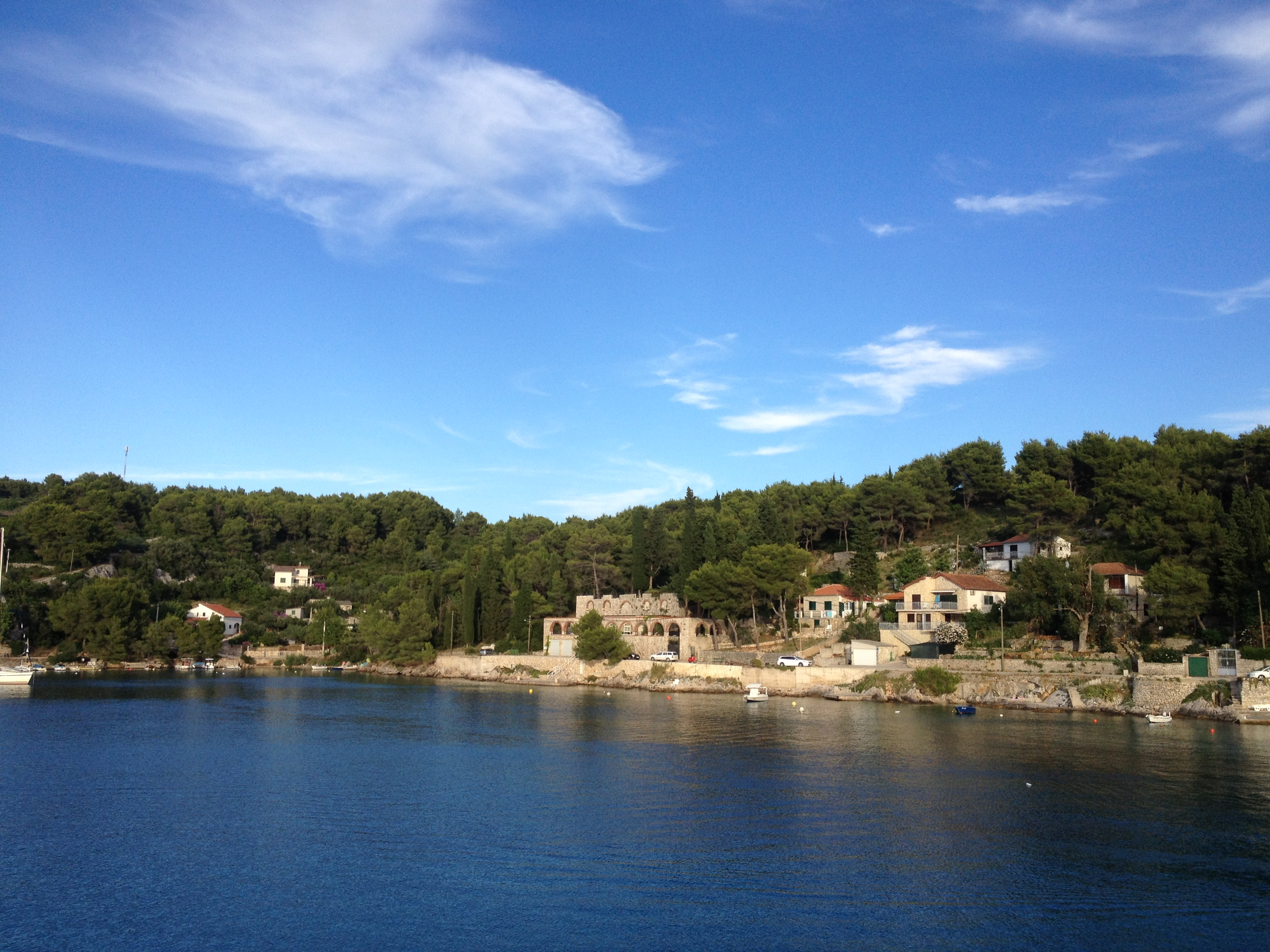
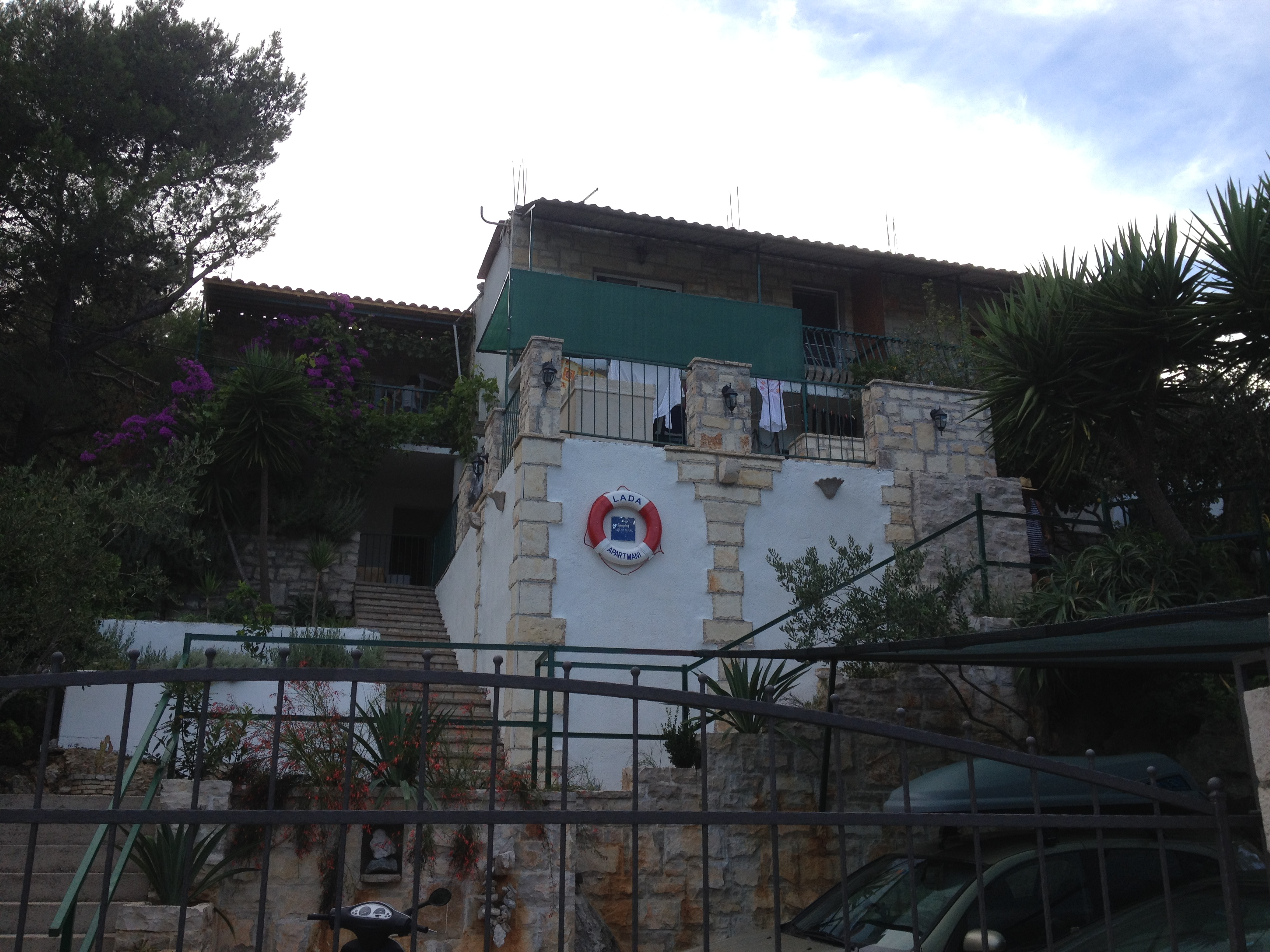

## Demografie
| Vývoj obyvatel 1857–2011 | Vývoj obyvatel 1857–2011 | Vývoj obyvatel 1857–2011 | Vývoj obyvatel 1857–2011 | Vývoj obyvatel 1857–2011 | Vývoj obyvatel 1857–2011 | Vývoj obyvatel 1857–2011 | Vývoj obyvatel 1857–2011 | Vývoj obyvatel 1857–2011 | Vývoj obyvatel 1857–2011 | Vývoj obyvatel 1857–2011 | Vývoj obyvatel 1857–2011 | Vývoj obyvatel 1857–2011 | Vývoj obyvatel 1857–2011 | Vývoj obyvatel 1857–2011 | Vývoj obyvatel 1857–2011 | Vývoj obyvatel 1857–2011 |
| ------------------------ | ------------------------ | ------------------------ | ------------------------ | ------------------------ | ------------------------ | ------------------------ | ------------------------ | ------------------------ | ------------------------ | ------------------------ | ------------------------ | ------------------------ | ------------------------ | ------------------------ | ------------------------ | ------------------------ |
| Rok                      | 1857                     | 1869                     | 1880                     | 1890                     | 1900                     | 1910                     | 1921                     | 1931                     | 1948                     | 1953                     | 1961                     | 1971                     | 1981                     | 1991                     | 2001                     | 2011                     |
| Počet obyvatel           | 0                        | 0                        | 13                       | 59                       | 0                        | 17                       | 0                        | 0                        | 0                        | 36                       | 50                       | 49                       | 0                        | 0                        | 100                      | 110                      |